# Emma Jung
Pour les articles homonymes, voir Rauschenbach et Jung.
Emma Jung, née Emma Rauschenbach le 30 mars 1882 à Schaffhouse et morte le 27 novembre 1955 à Zurich, est une analyste suisse. Elle est la première présidente du Club psychologique de Zurich (1916-1919) et vice-présidente de l'Institut Carl Gustav Jung (1950-1955). Elle est connue pour son livre Animus et Anima et une analyse de la signification symbolique des motifs de la légende du Graal en tant qu'archétypes. Elle est l'épouse de Carl Gustav Jung.

## Biographie
Emma Marie Rauschenbach appartient à une famille suisse alémanique d'industriels, propriétaires de la marque horlogère IWC Schaffhausen. Elle rencontre Carl Gustav Jung alors qu'elle était âgée de seize ans (ou quinze selon les sources). Le couple se marie le 14 février 1903, sept ans après leur rencontre et a cinq enfants : Agathe Niehus (née le 28 décembre 1904), Gret Baumann (née le 8 février 1906), Franz Jung-Merker (né le 28 novembre 1908), Marianne Niehus (née le 20 septembre 1910) et Helene Hoerni (née le 18 mars 1914). 

### Activités de recherche et éditoriales
Emma Jung est l'une des rares épouses de pionnier à s'intéresser à l’œuvre de son époux, tout en étant une thérapeute ayant sa sensibilité propre. Dès 1930, elle exerce comme analyste à Zurich, donne des conférences  et publie deux ouvrages.

### Vie personnelle
Vers l'époque de la naissance de leur cinquième et dernier enfant, en 1914, Jung entame une liaison avec l'une de ses jeunes patientes, Toni Wolff, qui se prolongera durant plusieurs décennies et qui deviendra sa collaboratrice. Dans sa biographie de Carl Gustav Jung, Deirdre Bair dépeint Emma endurant noblement la présence dans la maisonnée de Toni Wolff, considérée par Jung comme « sa seconde femme ». Toni tenta vainement de persuader Jung de divorcer. Une autre de ses collègues, Sabina Spielrein, prétendit avoir été elle aussi l'amante de Jung, et avoir raconté leur relation dans son journal. La réalité de la liaison entre Jung et Sabina Spielrein fut contestée par certains, bien que Jung lui-même en eût fait part à Freud. Deirdre Bair, sur la base des journaux intimes tenus par d'autres admiratrices de Jung (celles que l'on appelait les « Zürichberg Pelzmäntel » c'est-à-dire « les dames aux manteaux de fourrure »), juge probable qu'il y eut bel et bien des liaisons non seulement entre Jung et Sabina Spielrein, mais aussi avec d'autres femmes.
À la mort d'Emma, Jung grave sur une pierre : « Elle était la fondation de ma maison. »  On dit aussi qu'il s'écria en la pleurant : « C'était une reine ! C'était une reine ! » (Sie war eine Königin! Sie war eine Königin!). L'épitaphe laissée par Jung sur la tombe d'Emma est la suivante : « Ô vase, signe de dévotion et d'obéissance. » 

## Publications
- Animus et Anima, Éditions La fontaine de Pierre, 2018, traduction de  Michel Bacchetta,  (ISBN 9782902707690)[6],
- La légende du Graal achevé après sa mort par  Marie-Louise von Franz, Éditions La fontaine de Pierre, 2018, traduction de Anne Berthoud et Marc Hagenbourger[7], (ISBN 9782902707713)